# Mipus gyratus
Espèce
Mipus gyratus est une espèce de mollusques gastéropodes marins appartenant à la famille des Muricidae.

## Description
- Longueur : 4,5 cm.

## Répartition et habitat
Océan Indien et océan Pacifique.

## Taxonomie
Cette espèce a été décrite en 1844 par Richard Brinsley Hinds sous le nom Trophon gyratus.